# Bolesław Machnio
Bolesław Machnio (ur. 4 lipca 1919 w Jastrzębi, zm. 28 listopada 2000 w Radomiu) – polski polityk, rolnik, poseł na Sejm II kadencji.

## Życiorys
Syn Józefa. W czasie II wojny światowej był żołnierzem Batalionów Chłopskich, łącznikiem i kolporterem pism podziemnych prasy ludowej. Działał pod pseudonimem Dąb. Później pracował w zarządzie powiatowym Polskiego Stronnictwa Ludowego i kandydował z listy ugrupowania Stanisława Mikołajczyka do Sejmu Ustawodawczego w 1947. W 1972 ukończył Technikum Przemysłu Spożywczego w Warszawie. Prowadził indywidualne gospodarstwo rolne. Przez wiele należał do Zjednoczonego Stronnictwa Ludowego i Polskiego Stronnictwa Ludowego, działał w Ochotniczej Straży Pożarnej. W wyborach w 1991 bez powodzenia kandydował do Sejmu z listy PSL. W latach 1993–1997 sprawował mandat posła II kadencji. W wyborach w 1997 nie odnowił mandatu. W 1998 powołano go na stanowisko wiceprezesa zarządu głównego Ogólnopolskiego Związku Żołnierzy Batalionów Chłopskich.
W 1999 otrzymał Krzyż Oficerski Orderu Odrodzenia Polski, w 2000 pośmiertnie odznaczony Krzyżem Komandorskim tego orderu.